# 愛宕山城 (静岡市)
愛宕山城（あたごさんじょう）は、静岡県静岡市葵区沓谷城山にあった日本の城。長沼塁（ながぬまのるい）、茶臼山砦（ちゃうすやまとりで）ともいう。駿河今川氏の山城の一つ。

## 概要
静岡市街の平野部に独立し、国道1号に並行するように細長く伸びる丘陵「谷津山」東端部で、標高90メートルの通称・愛宕山に造られた山城である。
旗本の阿部正信が1843年（天保14年）に記した地誌『駿国雑誌』には「長沼塁」、静岡浅間神社神主で郷土史家だった新宮高平が1861年（文久元年）に記した地誌『駿河志料』には「茶臼山砦」として紹介されている。
1504年（永正元年）に今川氏親が築いたとされる。当城、および静岡駅南側の八幡山にあった八幡城（八幡山城）、市街地北西部の賤機山にあった賤機山城の3城は、今川氏の本拠地である今川館（駿府城）と駿府の町を囲むように存在し、当城は北東側から侵攻してくる敵を防ぐ重要な位置にあった。
しかし1568年（永禄11年）に始まった武田信玄による駿河侵攻では、今川氏真が駿府から掛川方面へ逃亡した直後に武田氏方に占拠され、東方から今川氏を救援せんと向かってくる後北条氏の軍に対する防衛線として活用された。廃城時期は不明。
現在は「沓谷愛宕神社」境内となっているが、神社本殿（山頂）を本曲輪とし、その北側の一段低い平場を二の曲輪として、周囲の尾根筋に複数の腰曲輪を展開し、土塁や空堀などを設けている。駿河今川氏時代の遺構を残す城跡となっている。また谷津山自然公園としてハイキングコースが整備されており、愛宕山付近は「愛宕砦の森」と呼ばれる。なお北西山麓の竜雲寺には、駿河侵攻の9ヶ月前に死去した寿桂尼の墓所（静岡市指定史跡）がある。